# Lampetis perspicillata
Lampetis perspicillata es una especie de escarabajo del género Lampetis, familia Buprestidae. Fue descrita científicamente por Klug en 1855.